# Dorymyrmex antillana
Dorymyrmex antillana este o specie de furnică din genul Dorymyrmex. Descrisă de Snelling în 2005, specia este endemică în Puerto Rico și Republica Dominicană, unde cuibăresc în zone nisipoase deschise.